# گیاخاک

رنگ سیاه یا قهوه‌ای تیره از مشخصه‌های گیاخاک است و این به‌خاطر فراوانی کربن ترکیب آلی در آن است.

گیاخاک یا گیاه‌خاک (به انگلیسی: Humus) بخش ترکیب آلی خاک است. گیاخاک، باقیماندهٔ گیاهان و اجساد جانوران پس از مرگ آن‌ها است. به‌طوری که دیگر نتوان نوع گیاه و جانور را تشخیص داد. گیاخاک سبب تیره‌رنگی خاک می‌شود. علاوه بر این، گیاخاک سبب ورود آب و هوا به خاک می‌شود و برخی از مواد مورد نیاز گیاهان را به آنها می‌رساند. روخاک، معمولاً گیاخاک بیشتری نسبت به زیرخاک دارد. همچنین گیاخاک در خاک‌های کشتزار‌ها، باغ‌ها و باغچه‌ها زیاد و در خاک‌های بیابانی، بسیار کم است. گیاخاک، آب خاک و فضای خالی بین ذرات خاک را افزایش می‌دهد که برای رشد گیاهان بسیار مفید است.
گیاخاک، وضعیت خاک را برای رشد گیاهان بهبود می‌بخشد که نیتروژن مهم‌ترین آن‌هاست. نسبت کربن به نیتروژن (C:N) هوموس معمولاً بین ۸:۱ و ۱۵:۱ است و میانگین آن حدود ۱۲:۱ است. همچنین به‌طور قابل توجهی بر چگالی ظاهری خاک تأثیر می‌گذارد. هوموس بی‌شکل است و فاقد ساختار سلولی مشخصهٔ گیاهان، میکروارگانیسم‌ها یا جانوران اس.

## تولید
تولید گیاخاک می‌تواند به‌طور طبیعی در خاک یا به‌طور مصنوعی در تولید کمپوست رخ دهد. مواد آلی توسط ترکیبی از قارچ‌های ساپروتروف، باکتری‌ها، میکروب‌ها و جانورانی مانند کرم‌های خاکی، نماتدها، تک‌یاخته‌ها و بندپایان تبدیل به گیاخاک می‌شوند. بقایای گیاهی، از جمله آن‌هایی که جانواران، گوارش و دفع می‌کنند، حاوی ترکیبات آلی هستند از جمله قندها، پروتئین‌ها، کربوهیدرات‌ها، لیگنین‌ها، موم‌ها، رزین‌ها و اسیدهای آلی.
پوسیدگی در خاک با تجزیهٔ قندها و نشاسته‌ها از کربوهیدرات‌ها آغاز می‌شود که به آسانی تجزیه می‌شوند زیرا پوده‌خوارها در ابتدا به اندام‌های گیاه مرده حمله می‌کنند اما سلولز و لیگنین باقی‌مانده کندتر تجزیه می‌شوند.
اسیدهای آلی، نشاسته‌ها و قندها به‌سرعت تجزیه می‌شوند، درحالی‌که پروتئین‌های خام، چربی‌ها، موم‌ها و رزین‌ها برای مدت طولانی‌تری نسبتاً بدون تغییر باقی می‌مانند.
لیگنین که توسط قارچ‌های مخرب چوب تجزیه می‌شود، یکی از پیش‌سازهای اولیهٔ گیاخاک، همراه با محصولات جانبی فعالیت‌های میکروبی و جانوری است؛ بنابراین، گیاخاک تولید شده، مخلوطی از ترکیبات و مواد شیمیایی بیولوژیکی پیچیده با منشأ گیاهی، جانوری یا میکروبی است که عملکردها و فواید زیادی در خاک دارد. برخی گیاخاک تولیدی توسط کرم خاکی (ورمی‌کمپوست) را بهترین کود آلی می‌دانند.